# Roning under sommer-OL 2020 - Otter med styrmand (damer)
Damernes roning i otter med styrmand under Sommer-OL 2020 finder sted den 26. juli - 31. juli 2020 i Sea Forest Waterway, der ligger i Tokyo Bay zonen.

## Format
Der er i alt kvalificeret 7 mandskaber til konkurrencen, der bliver indledt med to indledende heats med tre og fire mandskaber i hvert heat. Det bedste mandskab fra hvert heat går til finalen mens de resterende går til ét opsamlingsheat. I opsamlingsheatet går de fire bedste mandskaber videre til finalen.

## Kvalifikation
Hver NOC kan kvalificere én båd i klassen.
| Kvalifikation                            | Dato                           | Vært    | Pladser | Kvalificeret                                             |
| ---------------------------------------- | ------------------------------ | ------- | ------- | -------------------------------------------------------- |
| VM i roning 2019                         | 25. august – 1. september 2019 | Østrig  | 5       | New Zealand · Australien · USA · Storbritannien · Canada |
| Afsluttende Kvalifikationsturnering 2020 | 17.–19. maj 2020               | Schweiz | 2       |                                                          |
| Total                                    |                                |         | 7       |                                                          |

## Tidsplan
Nedenstående tabel viser tidsplanen for afvikling af konkurrencen:
| Dato     | Tid   | Runde          |
| -------- | ----- | -------------- |
| 26. juli | 10:50 | Heat 1         |
| 26. juli | 11:00 | Heat 2         |
| 29. juli | 10:40 | Opsamlingsheat |
| 31. juli | 10:12 | Finale         |

## Resultater

### Heat

#### Heat 1
| Placering | Bane | Nation         | Tid     | Note |
| --------- | ---- | -------------- | ------- | ---- |
| 1         | 3    | New Zealand    | 6:07.65 | Q    |
| 2         | 1    | Canada         | 6:07.97 | R    |
| 3         | 2    | Kina           | 6:10.77 | R    |
| 4         | 4    | Storbritannien | 6:26.76 | R    |

#### Heat 2
| Placering | Bane | Nation     | Tid     | Note |
| --------- | ---- | ---------- | ------- | ---- |
| 1         | 3    | USA        | 6:08.69 | Q    |
| 2         | 1    | Rumænien   | 6:09.95 | R    |
| 3         | 2    | Australien | 6:18.95 | R    |

### Opsamlingsheat
| Placering | Bane | Nation         | Tid     | Note  |
| --------- | ---- | -------------- | ------- | ----- |
| 1         | 4    | Rumænien       | 5:52.99 | Q, WB |
| 2         | 3    | Canada         | 5:53.73 | Q     |
| 3         | 2    | Kina           | 5:55.69 | Q     |
| 4         | 5    | Australien     | 5:57.15 | Q     |
| 5         | 1    | Storbritannien | 6:05.26 |       |

### Finale
| Placering                        | Bane | Nation      | Tid     | Note |
| -------------------------------- | ---- | ----------- | ------- | ---- |
| 1                                | 2    | Canada      | 5:59.13 |      |
| 2. plads, sølvmedaljemodtager(e) | 3    | New Zealand | 6:00.04 |      |
| 3                                | 6    | Kina        | 6:01.21 |      |
| 4                                | 4    | USA         | 6:02.78 |      |
| 5                                | 1    | Australien  | 6:03.92 |      |
| 6                                | 5    | Rumænien    | 6:04.06 |      |